# Thán từ
Trong ngôn ngữ học, một từ cảm thán hay thán từ là một từ hoặc một biểu hiện xảy ra như một lời nói riêng biệt nhằm thể hiện cảm giác hoặc phản ứng tự phát, ví dụ: ôi, than ôi, trời ơi, à lôi,bao nhiêu(với câu hỏi),... Danh mục này không đồng nhất, và bao gồm những thứ như từ biểu cảm (ối!, ồ!), chửi bậy (tổ sư!), chào hỏi (chào, bye), từ chỉ phản ứng (ok, ồ!, hừm, hử?), và từ chỉ sự ngần ngại (ờ, ừm). Do tính chất không đồng nhất của nó, thể loại từ cảm thán chồng chéo một phần với các loại từ khác như từ tục tĩu, từ đánh dấu đoạn văn và từ mang tính lấp chỗ trống.